# إرفينغ إس. شابيرو
إرفينغ إس. شابيرو (بالإنجليزية: Irving S. Shapiro)‏ هو شخصية أعمال ومحامي أمريكي، ولد في 15 يوليو 1916، وتوفي في 13 سبتمبر 2001.